# Westerlund 1-75
Westerlund 1-75 eller Wd 1-75, är en röd superjätte (RSG) belägen i superstjärnhopen Westerlund 1 i norra delen av stjärnbilden Altaret. Dess radie beräknas till cirka 668 solradier(4,65 × 108 km, 3,10 AE), vilket motsvarar en volym som är 298 miljoner gånger större än solen. Om Westerlund 1-75 placerades i mitten av solsystemet skulle den nå ut till de inre gränserna för asteroidbältet.

## Observation

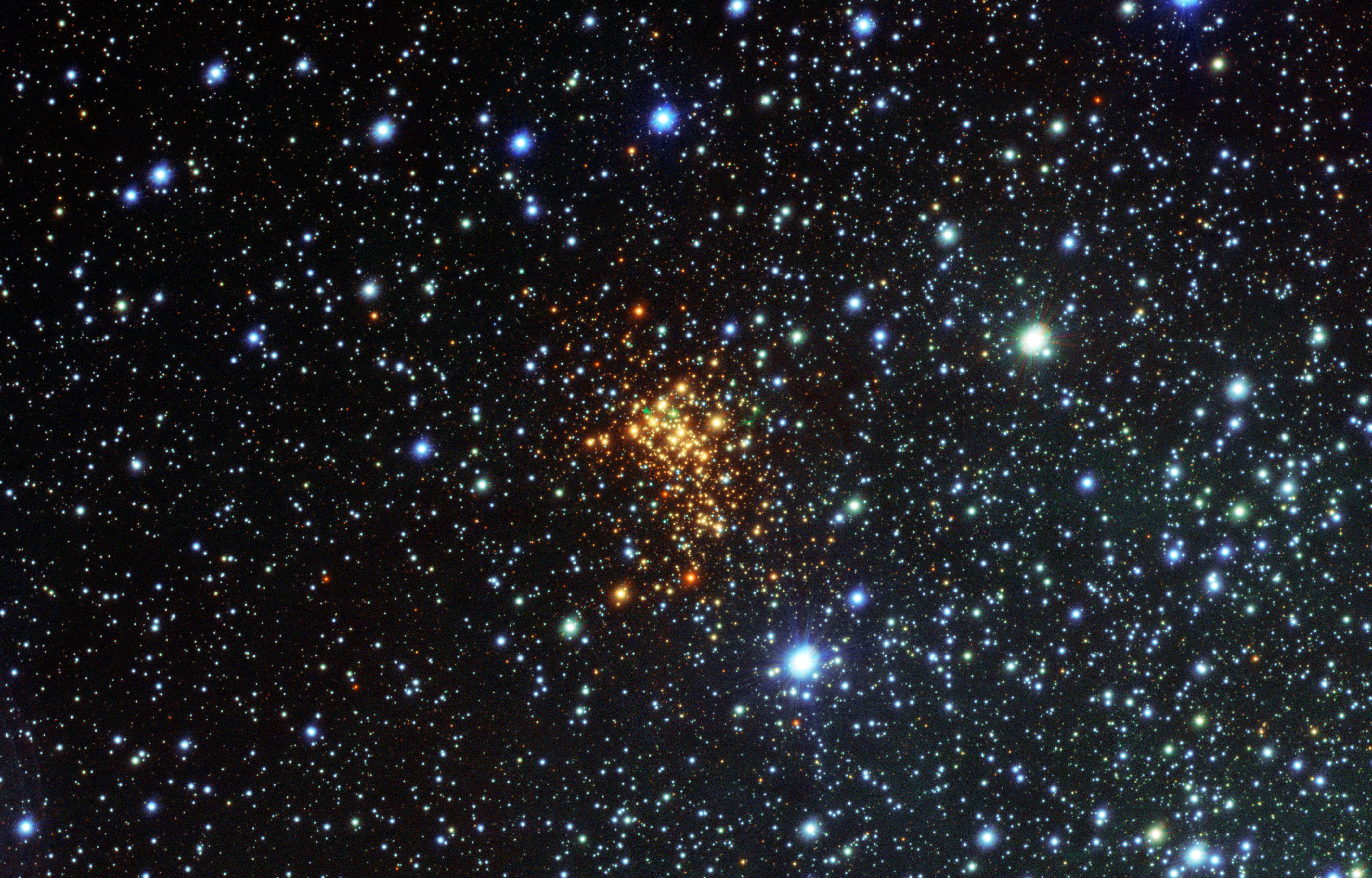
Westerlund 1 superstjärnhop. Platsen för Wd 1-75 är inringad. Foto: ESO.

Liksom Westerlund 1-20, Westerlund 1-26 och Westerlund 1-237 observerades Westerlund 1-75 vara en radiokälla, men den är svagast av RSG:erna i dess hop och förblir (2010) oupplöst vid alla våglängder.

## Egenskaper

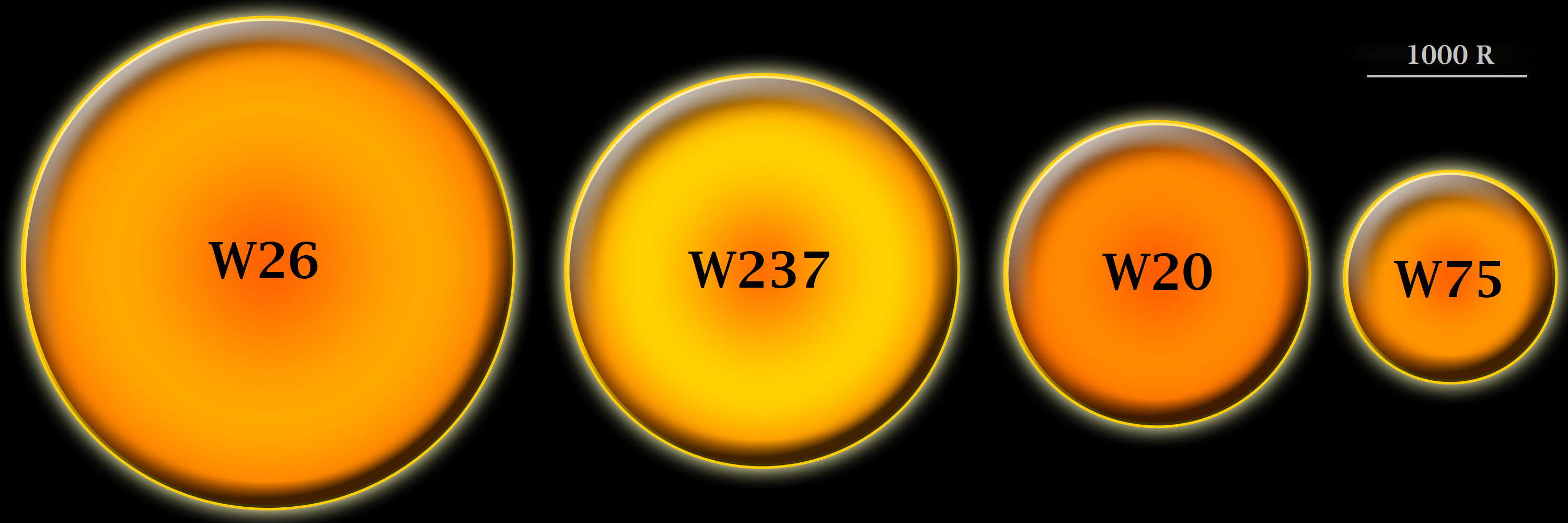
Westerlund 1-75 jämförd med de andar 3 RSG:er i stjärnhopen Westerlund 1.

Stjärnan klassificeras som en lysande, kall superjätte som avger det mesta av sin energi i det infraröda spektrumet. Den ligger i övre högra hörnet av Hertzsprung-Russell-diagrammet. Med en effektiv temperatur på 3 600 K, bolometrisk luminositet på 68 000 gånger solens och en effektiv temperaturen på 5 772 K hos solen,kan radien för Westerlund 1-75 beräknas med hjälp av Stefan-Boltzmanns lag till 668 solradier:
{\displaystyle {\sqrt {\left({\frac {5772}{3600}}\right)^{4}\cdot 10^{4.83}}}\approx 668.42\ R_{\odot }}
Westerlund 1-75 är omgiven av en utsträckt nebulosa, även om den verkar mindre massiv än nebulosor runt typiska röda superjättar.